# HIP 65426
HIP 65426あるいはHD 116434は、ケンタウルス座の方向に太陽からおよそ351光年離れた位置にある恒星である。見かけの等級は、7.01等とされる。HIP 65426は、下部ケンタウルス座・みなみじゅうじ座アソシエーションに属する若い恒星とされる。HIP 65426の周りでは、少なくとも1つの太陽系外惑星が発見されている。

## 特徴
| 太陽 | HIP 65426 |
| ---- | --------- |
| 太陽 | Exoplanet |

HIP 65426は、スペクトル型がA2 Vに分類されるA型主系列星である。質量は太陽の2倍弱、半径は太陽の1.8倍程度と推定される。既知のA型主系列星の中では特に自転が速い恒星の一つで、自転速度は260 km/s以上と見積もられている。これだけ自転速度が大きいと、HIP 65426の自転軸は視線方向に対して垂直に近いとみられる。
HIP 65426は、さそり座OB2アソシエーションの一部である、下部ケンタウルス座・みなみじゅうじ座（Lower Centaurus-Crux、LCC）アソシエーションの一員だと考えられている。LCCアソシエーションの恒星は、金属量が概ね太陽と同程度と考えられており、それをHIP 65426の前提として、等年齢線から年齢を推定すると大体1400万年となり、誤差の範囲ではLCCアソシエーションの年齢およそ1700万年と整合する。若い星であるが、スピッツァー宇宙望遠鏡による遠赤外線観測では赤外超過がみられず、残骸円盤は存在しないと考えられる。近赤外線による撮像観測でも、星周物質が散乱した光による星周構造は検出されていない。
HIP 65426から西に約142秒角離れた位置にある褐色矮星候補、2MASS J13242119-5129503は、年周視差と固有運動がHIP 65426と似ており、年齢もほぼ同じことからHIP 65426の伴星ではないかと考えられた。しかし、両星の速度差を詳しく調べたところ、重力的に束縛されている場合の上限を超えており、連星ではないと結論づけられた。

## 惑星系

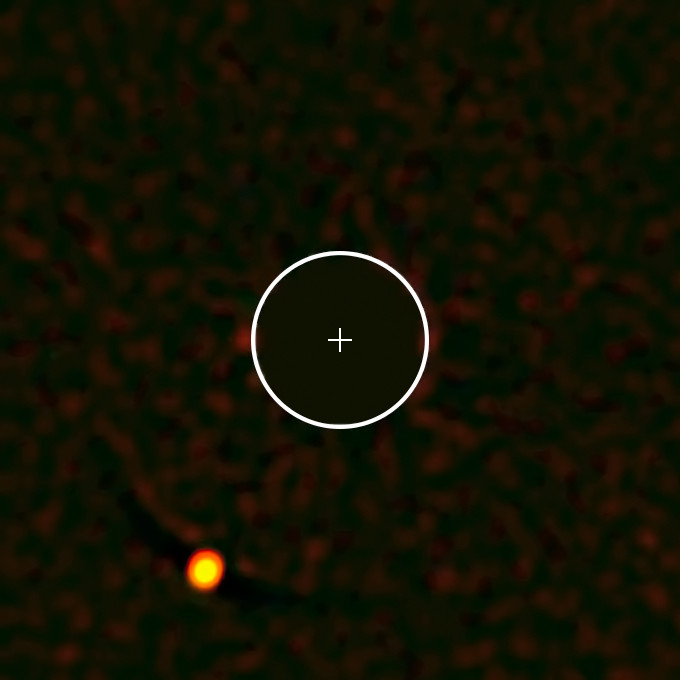
ヨーロッパ南天天文台のVLT/SPHEREが初めて捉えた太陽系外惑星HIP 65426 b。出典: ESO

2017年、直接撮像によってHIP 65426の南東830ミリ秒角の位置に、暗く赤い星が検出された。時間経過による相対位置の変化を追跡した結果、両星は固有運動が同じであり、暗い星はHIP 65426の伴天体であることがわかった。この伴天体は、スペクトルエネルギー分布はL型矮星の特徴を示したが、星の進化理論に基づいて質量を推定すると、惑星の範疇であり、巨大ガス惑星だと考えられた。この惑星HIP 65426 bは、VLTの太陽系外惑星観測装置SPHERE（Spectro-Polarimetric High-contrast Exoplanet REsearch）が初めて発見した惑星である。
HIP 65426 bは、質量が木星の10倍前後、半径は木星より一回り大きく、軌道長半径は大体110 au程度と見積もられる。母星との距離は大きいが、有効温度はおよそ1,600 Kと比較的高温である。質量が母星の0.4%程度と比較的小さく、それでいて距離はそこそこ遠く、また母星の周りに塵円盤がみつかっていないという状況は、HIP 65426 bの形成に問題があることを示し、確立された惑星系形成理論に一石を投じる存在になっている。
| 名称 （恒星に近い順） | 質量             | 軌道長半径 （天文単位） | 公転周期 (日)      | 軌道離心率 | 軌道傾斜角   | 半径       |
| --------------------- | ---------------- | ----------------------- | ------------------ | ---------- | ------------ | ---------- |
| b (Najsakopajk)       | 9.9 +1.1 −1.8 MJ | 110 +90 −30             | 3.2 +4.4 −1.4 ×105 | < 0.43     | 107 +13 −10° | 1 - 1.8 RJ |

## 名称
2022年、ジェイムズ・ウェッブ宇宙望遠鏡の優先観測目標候補となっている太陽系外惑星のうち、20の惑星とその親星を公募により命名する「太陽系外惑星命名キャンペーン2022（NameExoWorlds 2022）」において、HIP 65426とHIP 65426 bは命名対象の惑星系の1つとなった。このキャンペーンは、国際天文学連合（IAU）が「持続可能な発展のための国際基礎科学年（IYBSSD2022）」の参加機関の一つであることから企画されたものである。2023年6月、IAUから最終結果が公表され、HIP 65426はMatza、HIP 65426 bはNajsakopajkと命名された。メキシコの先住民ソケ族の言葉で、Matzaは「空の星」あるいは「内から輝く者」を、Najsa Kopajkは「母なる大地」を表す。